# 西爾維亞·法妮娜·艾利亞
西爾維亞·法妮娜·艾利亞（Silvia Farina Elia，1972年4月27日—）是一位義大利職業網球運動員。

## 職業生涯
她在1991年打入前100位排名。1994年首次擊敗排名前十位內的球員（加布里埃拉·萨巴蒂尼，法網）。1996年，她代表意大利出戰亞特蘭大奧運會。
2001年，法妮娜在家鄉斯特拉斯堡贏得了遲來的WTA巡迴賽單打冠軍。她的年終排名為14，是她最好的一年，在2001年和2002年年底參加WTA巡迴賽錦標賽。之後她連續在2002年、2003年家鄉斯特拉斯堡奪得冠軍。在2003年，她取得了她最好的大滿貫賽事的成績，在溫布頓的草地場地，是她最不擅長的場地上，在四分之一決賽中5-7, 6-0, 6-1輸給了比利時新秀金·克里斯特爾斯。
法妮娜代表意大利隊聯合會杯聯合會杯，她也派代表義大利參加三屆奧運會。
2005年10月24日，她宣布退役，原因是再次發生的肩膀受傷，她說：“我的身體已到了極限。”

## 外部連結
- 西爾維亞·法妮娜·艾利亞的国际女子网球协会官方資料（英文）
- 西爾維亞·法妮娜·艾利亞的國際網球總會 職業／青少年 官方資料（英文）
- Fed Cup - Player profile - Silvia FARINA ELIA (ITA) （页面存档备份，存于）